# 过采样
在信号处理中，过采样（英語：Oversampling）是指以远远高于信号带宽两倍或其最高频率对其进行采样的过程。數位訊號轉換成類比訊號會產生量化失真（雜訊），這需要類比低通濾波器濾除，但類比低通濾波器並非直接濾除截止頻率以外的訊號、而是大幅減少截止頻率以外的訊號、同時小幅減少及影響截止頻率以內的訊號，若能提高低通濾波器的截止頻率，則類比低通濾波器對期待保留的頻段（以音響系統為例、就是人耳聽得到的20Hz~20KHz）的影響就會降低；过采样可以將量化雜訊推往更高頻率、讓系統可以選用更高截止頻率的低通濾波器，藉此帮助避免混叠、改善分辨率以及降低噪声。
若信號是奈奎斯特速率N倍的速率進行取樣，則稱為N倍過取樣。

## 目的
進行過取樣的目的主要有以下三個：提昇抗混疊（anti-aliasing）性能、提高解析度、減少雜訊。

### 抗混疊
過取樣會比較容易實現抗混疊濾波器。若沒有過取樣，很難在不超過奈奎斯特频率的條件下，為了最大利用有用頻率，而在截止頻率附近進行大幅的增益衰減。在提高取樣系統的頻率後，抗混疊濾波器的系統限制也就可以放寬了。在取樣之後，信號可以再經過數位濾波，並且降采样到想要的取樣頻率。在現在的集成电路中，這類和降取樣相關的數位濾波器的設計難度，比沒有過取樣系統下需要的類比濾波器要簡單很多。

### 解析度
實務上，進行過取樣的理由常會是為了類比數位轉換器（ADC）或數位類比轉換器（DAC）的降低成本或是提昇性能。在進行N倍的過取樣後，其資料和的可能數值也增加，因此动态范围也增加N倍。不過信噪比（SNR）則是變成{\displaystyle {\sqrt {N}}}倍，因為將不相干的雜訊相加，其振幅變成原來的{\displaystyle {\sqrt {N}}}，而同調的訊號相加，振幅變成原來的N倍。因此信噪比會是{\displaystyle {\sqrt {N}}}倍。
例如，若要實現24-bit的轉換器，可以用20-bit轉換器，再以目標取樣速率的256倍運行。將256個連續的20-bit樣本相加，可以讓信噪比變為16倍，在效果上類似與將解析度提昇4位元，得到到24-bit解析度的單一取樣數據
需要提昇{\displaystyle n}位元解析度，需要的取樣數量為
{\displaystyle {\mbox{number of samples}}=(2^{n})^{2}=2^{2n}.}
若要從有新增{\displaystyle n}位元的總和資料中得到平均值，{\displaystyle 2^{2n}}的取樣的和需除以{\displaystyle 2^{n}}：
{\displaystyle {\mbox{scaled mean}}={\frac {\sum \limits _{i=0}^{2^{2n}-1}2^{n}{\text{data}}_{i}}{2^{2n}}}={\frac {\sum \limits _{i=0}^{2^{2n}-1}{\text{data}}_{i}}{2^{n}}}.}
此平均的效果只在信号中包括夠多的無關雜訊可讓ADC記錄時才有效。若不是，在靜止輸入信號的情形下，{\displaystyle 2^{n}}個樣本會有相同的值，其平均也會和原來的值相同，此情形下，過取樣不會改善解析度。若ADC沒有讀到雜訊，而輸入信號是時變信號時，過取樣會提昇結果，不過有可能是不一致且無法預期的結果。
若在輸入信號中加入抖動雜訊，實際上可以改善過取樣後的結果，因為抖動雜訊讓過取樣可以提昇解析度。有些實務應用中，加入小雜訊可以提昇量測到的解析度。實務上，抖動雜訊可以放在關注要量測的頻率範圍以外，因此信號中的雜訊可以被數位濾波器濾除，得到最終結果，在量測的頻率內，有高解析度以及低雜訊。

### 減少雜訊影響
若取了數個資料，其中有一樣大的不相干雜訊加到取樣信號中，如以上所述，不相干的雜訊比同調的資料要弱，平均N次採樣會讓雜訊能量減為N分之一。若過取樣4次，功率的信噪比變為4倍，信號的信噪比則變為2倍。
有種稱為ΔΣ調變的類比數位轉換器，在較高頻率產生不成比例的較大量化差。若在目標取樣率的特定倍數下運行這類轉換，再進行低通滤波到目標取樣率的一半，可以得到（在轉換器的頻寬範圍內）雜訊比較小的信號。ΔΣ調變使用一種名為雜訊整形的技巧，讓量化雜訊出現在較高的頻率。

## 腳註
1. ↑  當N=256時，其動態範圍提昇為8倍，同調信號也變成N倍，雜訊則變成{\displaystyle {\sqrt {N}}}=16倍，因此總信噪比提昇16倍，4個位元，或是24 dB。
2. ↑  系統的信噪比不一定會隨單純的過取樣而增加，因為雜訊取樣有可能是部份相干的（只有因為取樣以及類比數位轉換產生的雜訊才是不相干的）